# 山田一功
山田 一功（やまだ いっこう、1959年7月25日 - ）は、日本の政治家。山梨県議会議員（3期）。第129代山梨県議会議長などを歴任した。

## 概要
甲府駅北口や甲斐市(旧双葉町)に位置する「社会福祉法人ひかりの里」理事を務めており、山田の支持者や支持団体はこの法人に関わっている場合が多い。

この他、山梨県社会福祉協議会理事、山梨県青年海外協力隊を育てる会会長、山梨県更生保護就労支援事業者機構監事、山梨県専門学校・各種学校協会監事、（独）北方領土問題対策協会山梨推進委員、北方領土返還要求運動山梨県民会議常任理事、甲府市要保護児童対策地域協議会委員、山梨県倫理法人会笛吹市副会長・法人レクチャラー、裏千家淡交会山梨支部副支部長、臨済宗妙心寺派山梨教区花園会副会長、自民党山梨県連財務委員長などを現在務めている。
過去には日本PTA全国協会副会長／山梨県PTA協会会長、山梨県社会教育振興会会長、甲府青年会議所第48代理事長（日本青年会議所議長）、双葉西小PTA会長（北巨摩郡Ｐ連会長）、山梨英和中学校・高等学校PTA副会長、法政大学校友会理事、法政大学校友会山梨支部副支部長（事務局長）、法政大学第一中学・高等学校PTA会長、笛吹市倫理法人会会長、山梨県倫理法人会　副会長・監事、山梨県社会福祉審議会委員、学校法人日本航空学園監事などを歴任している。
2022年5月、フジテレビの報道番組・Live News イット!のシリーズ企画「調べてみたら」の一環で、番組スタッフが2月末から3月にかけて山梨県議会の様子を取材していた際、長崎幸太郎知事の発言中など4日間連続で議会中に居眠りを繰り返す姿を撮影された。更には堀内詔子ワクチン接種推進担当大臣（当時）に関する週刊誌記事のコピーを閲覧したり、寝ている姿を撮られた翌日、議会が始まる前に隣の席の議員に対して「しょっちゅう寝ている、(支持者に)言われたら、ごめん撮られちゃったね、一瞬寝ただけ」と発言したりした。さらに、取材カメラに気付いて身を乗り出す仕草さえ見せた後も、居眠りを行った。
4日間にわたる議会取材が終わり、番組の取材班が真相を確かめるため山田の自宅を訪問すると、「忙しいから。」と取材を拒否し、裏口から逃走。他人の敷地を通過してフェンスを乗り越え、その際フェンスにサンダルが引っかかるなど一連の逃走劇は視聴者に衝撃を与えた。山田の姿を見た有権者からは「いる意味がわからない」「有権者を馬鹿にしている」など厳しい批判の声が飛び出した。
後日、取材班が書面で山田に問い合わせると、山田側はこれに回答。週刊誌記事に関しては休憩時間に会派で配られたものとした上で議会で行われていた質問と関係はあったと主張した他、居眠りに関しては意識的に目を閉じていたとして無意識に寝ていたとすれば仮眠を取るなどして善処するとした。今後は県民に尽くしていくと語る一方で、逃走したことについてはスケジュールが押していたからだと主張したり、番組スタッフの取材方法を批判したりした。
2023年、現在整備が進められている甲斐中央線が2010年に完成した富竹立体工区に接続する富竹1工区も完成し当該地域選出の県議会議員の1人として記念式典に出席。走りぞめを務めた。